# Lída Merlínová
Lída Merlínová, née Ludmila Pecháčková-Skokanová le 3 février 1906 et morte le 11 juillet 1988, est une écrivaine tchèque. Elle est notamment connue pour avoir écrit le premier roman lesbien en langue tchèque, Vyhnanci llásky (Exils de l'amour) en 1929.

## Jeunesse
Ludmila Skokanová naît le 3 février 1906 à Prague, alors située en Autriche-Hongrie. Elle est diplômée du Conservatoire de Prague en 1925 et commence sa carrière comme chanteuse au Théâtre National. Engagée au sein de la compagnie d'opéra du Théâtre Municipal d'Olomouc, elle rencontre le compositeur, chef d'orchestre et pédagogue Cyril Pecháček (cs). Ils nouent une relation et contractent un mariage blanc.

## Carrière
En 1929, sous le pseudonyme de Lída Merlínová, Ludmila Pecháčkova publie le premier roman lesbien écrit en tchèque, Vyhnanci lásky (Exils de l'amour). Le livre est épuisé en quelques mois et suscite les éloges d'autres écrivains comme Jiří Karásek. Tout au long des années 1930, elle écrit des romans qui inspirent la jeunesse, se concentrant souvent sur les aventures de jeunes filles indépendantes. Certaines de ses œuvres, comme Marie a Marta ve finiši (Marie et Marta en Finlande, 1934) et Činská dívka (Fille chinoise, 1938) comportent des histoires d'amours lesbiennes,.
Elle est l'écrivaine lesbienne du journal Hlas sexuální menšiny (La voix de la minorité sexuelle), même après son changement de titre, en 1932, elle continue à écrire des articles sur l'actualité du mouvement pour les droits LGBT. Elle explique dans ses écrits que, selon elle, les comportements de certains membres ont rendu plus difficile pour le reste de la communauté l'acceptation par la majorité hétérosexuelle et d'obtention d'une pleine égalité dans la société et devant la loi,.
Lída Merlínová publie aussi des ouvrages biographiques, comme Zdenin světový rekord (Record du monde de Zdenin), en 1935, consacré à l'athlète Zdeněk Koubek, qui a réalisé une chirurgie de réattribution sexuelle après avoir remporté deux médailles aux Jeux mondiaux féminins de 1934 . Ses autres œuvres se concentrent sur des femmes émancipées, elle n'hésite pas à aborder des sujets controversés. Du début des années 1930 à 1940, elle enseigne la danse à Olomouc mais dans la dernière année, elle et son mari déménagent à Dvora Král.
Tous ses livres ont été interdits pendant la période communiste de la Tchécoslovaquie, qui commence en 1948. Après la mort de Cyril Pecháček en 1949, Lída Merlínová débute officiellement une relation avec sa compagne, relation qui dure jusqu'à sa mort, le 11 juillet 1988 à Prague.

## Reconnaissance
Largement oubliée pendant le communisme, son nom est inclus dans le lexique des figures littéraires tchèques publié en 2000. Depuis, plusieurs universitaires en République tchèque, ainsi qu'en Grande-Bretagne et aux États-Unis, étudient son œuvre pour réévaluer sa contribution à la littérature tchèque, ainsi que son implication dans le mouvement pour les droits LGBT dans la période d'entre-deux-guerres  .

## Œuvres choisies
Quelques œuvres de Lída Merlínová :
- (cs) Lída Merlínová, Vyhnanci lásky, Prague, A. Král, 1929 (OCLC 85288963)
- (cs) Lída Merlínová, Čestné slovo malého Kádi, Prague, E. Weinfurter, 1934 (OCLC 85696008)
- (cs) Lída Merlínová, Lásky nevyslyšené, Prague, Šolc a Šimáček, 1934 (OCLC 85525075)
- (cs) Lída Merlínová, Marie a Marta ve finishi, Prague, Šolc a Šimáček, 1934 (OCLC 85525077)
- (cs) Lída Merlínová, Milostná píseň Asie, Prague, Šolc a Šimáček, 1934 (OCLC 85525079)
- (cs) Lída Merlínová, Tatíček Masaryk, Prague, Šolc a Šimáček, 1934 (OCLC 263715434)
- (cs) Lída Merlínová, Vítězství malého Jana, Prague, Ústřední nakladatelství a knihkupectví učitelstva československého, 1934 (OCLC 85525082)
- (cs) Lída Merlínová, Bohy Milovany, Prague, František Švejda, 1935 (OCLC 67206733)
- (cs) Lída Merlínová, Manžel Lydie Ivanovny, Prague, Šolc a Šimáček, 1935 (OCLC 85532820)
- (cs) Lída Merlínová, Zdenin světový rekord, Prague, Šolc a Šimáček, 1935 (OCLC 85532824)
- (cs) Lída Merlínová, Muž na stráźi, Prague, Československá grafická Unie, 1936 (OCLC 494098466)
- (cs) Lída Merlínová, Dobrodruzi sexu, Prague, Zápotočný a spol, 1937 (OCLC 85579042)
- (cs) Lída Merlínová, Marie a Marta na univerzitě, Prague, Šolc a Šimáček, 1937 (OCLC 85579045)
- (cs) Lída Merlínová, Čínská dívka, Prague, Šolc a Šimáček, 1938 (OCLC 85610728)
- (cs) Lída Merlínová, Já a naši kluci, Prague, Knižnice mládí, 1938
- (cs) Lída Merlínová, Bez maminky, Prague, B. Smolíková, 1940 (OCLC 85719663)
- (cs) Lída Merlínová, Cirkus Darling, Prague, Vladimír Orel, 1940 (OCLC 67206713)
- (cs) Lída Merlínová, Matčin úsměv, Prague, Politika, 1940
- (cs) Lída Merlínová, Zlatý člověk, Prague, Šolc a Šimáček, 1940 (OCLC 85719666)
- (cs) Lída Merlínová, Hanka a Milena, Prague, B. Smolíková-Mečířová, 1941 (OCLC 85661975)
- (cs) Lída Merlínová, Jedna ze sta, Prague, B. Smolíková-Mečířová, 1941 (OCLC 85650209)
- (cs) Lída Merlínová, Miss Lindy letí přes oceán, Prague, 1941
- (cs) Lída Merlínová, Rodná ves, Prague, Nakladatelské družstvo Máje, 1942 (OCLC 85661980)
- (cs) Lída Merlínová, Jednadvacet, Brno, Novela, 1947 (OCLC 85426947)